# Chouseishin Series

Logo chính thức của Chouseishin Series được giới thiệu trong năm 2003/2004 trong khi đang chiếu Genseishin Justirisers

Chouseishin Series (超星神シリーズ Chōseishin Shirīzu), tạm dịch Seri về các Thần Siêu Tinh, là tên của một seri siêu anh hùng Tokusatsu sản xuất bởi Nhật Bản từ 2003 đến 2006. Chouseishin Series được sản xuất bởi Công ty tư nhân Toho kết hợp với Konami để cạnh tranh với kình địch là thương hiệu thành công Super Sentai của Toei.

## Các seri Chouseishin
- Chouseishin Gransazer (Thần Tuyệt Tinh GranSazer) - 2003/2004: Bộ đầu tiên của loạt Chouseishin, GranSazers là một nhóm 12 người bình thường có khả năng biến đổi, được tạo ra bởi một chủng tộc cổ xưa của con người trước khi một liên minh ngoài hành tinh quét sạch họ hàng triệu năm trước vì là mối đe dọa cho vũ trụ. GranSazers được chia thành bốn bộ lạc: Hỏa, Phong, Thổ và Thủy. Mỗi bộ lạc có một mechanoid được gọi là Chouseishin, họ chỉ có thể triệu tập khi ba GranSazers của mỗi bộ tộc kết hợp với nhau và sử dụng Thiết Bị Quyền Thăng (tên gốc: Knuckle-Riser) của họ. Chouseishin, Cloud-Dragon và Guntras, GranSazers chống lại các mối đe dọa từ người ngoài hành tinh từ liên minh có ý định kết thúc những gì họ bắt đầu. Tuy nhiên, gần đến hồi kết, GranSazers tìm hiểu sự thật về những gì đã xảy ra trong quá khứ và cố gắng làm rõ sự thật về các cáo buộc chống lại nó từ một thành viên quỷ quyệt của liên minh.
- Genseishin Justirisers (Thần Ma Tinh JustiRisers) - 2004/2005: Phần thứ hai của loạt Chouseishin, các Justirisers liên quan đến một nhóm ba người đã đưa ra khả năng biến đổi và don sự phù hợp với chiến Justiriser, trang bị Justicrystal mà được tìm kiếm bởi các lực lượng của Quân đội Hadess dưới thời Kaiser Hadess. Cuối cùng, cùng với kẻ thù cũ là Demon Knight, người mang viên đá Riser, Riser-Shirogane đánh bại Kaiser Hadess và sau đó JustiRisers tranh đấu với anh trai Hadess Majin Daruga, người tìm kiếm cả hai sức mạnh cho chính mình.
- Chousei Kantai Sazer-X (Đội Siêu Tinh Sazer-X) - 2005/2006: Phần cuối cùng của loạt phim Chouseishin, nó mở ra Trái Đất vào năm 2500 khi nó bị chiếm giữ bởi một nhóm cướp biển không gian được gọi là Neo-Descal. Các thành viên còn lại của quân kháng chiến gửi vũ khí át chủ bài của họ, ba tàu chiến Ryuuseishin về quá khứ để cố gắng thay đổi tương lai bằng cách đánh bại tổ tiên của Neo-Descal, hạm đội Descal, khi họ xâm chiếm Trái Đất vào năm 2005. Cùng với Ryuuseishin đến Ad., đội trưởng của đội Adle-Eagle và người đàn ông tay phải của anh, Gordo; Kane, đội trưởng của đội Beet-Vizor; Sazers sinh đôi Ein và Zwein; và Remy, người điều khiển Great Lio. Ad và Kane được tham gia bởi Takuto Andou, người ông của anh đã gặp Đại úy Shark, thủ lĩnh của phe kháng chiến, khi còn là một thanh niên và được để lại với Knuckle Cross để cho cháu trai của mình vào năm 2005 trở thành thành viên thứ ba của đội được gọi là Sazer-X.

## Đặc biệt
- Chouseishin Gransazer: Ký ức Siêu Trận chiến - 2005
- Genseishin Justirisers: Ký ức Siêu Trận chiến - 2005

## Phim
- Chousei Kantai Sazer-X The Movie - 2006